# Bol'šaja ruda
Bol'šaja ruda (Большая руда) è un film del 1964 diretto da Vasilij Sergeevič Ordynskij.